# Heinrich May (Schauspieler)
Heinrich May (* 1883; † 11. Februar 1914 in Wernigerode) war ein deutscher Schauspieler und Regisseur.

## Leben und Wirken
Nach dem Schulabschluss schlug er eine Schauspielausbildung ein. Er spielte zunächst jugendliche Helden und Liebhaber, so 1904 in Rudolstadt und 1905 in Forst (Lausitz), 1906 wechselte er nach Flensburg und 1907 nach Stralsund. Von 1908 bis 1909 spielte er in Ratibor und 1910 in Bautzen. Dort wurde er erstmals auch als Regisseur tätig. 1911 ging er nach Glogau und 1912 nach Brieg. Ab 1913 war er am Stadttheater in Bromberg tätig. Er starb auf einer Harzreise. Er spiele u. a. Hauptrollen in Die Wildente und Kolberg.